# Anoplolepis gracilipes
Anoplolepis gracilipes är en myrart som först beskrevs av Smith 1857.  Anoplolepis gracilipes ingår i släktet Anoplolepis och familjen myror. Inga underarter finns listade i Catalogue of Life.

## Bildgalleri

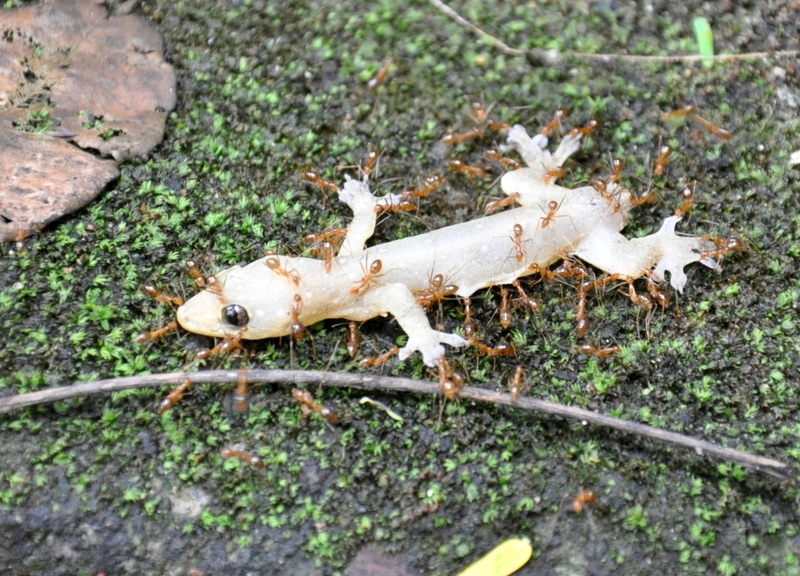